# 시카타 나오
시카타 나오(일본어: 四方 菜穂, 1979년 11월 5일 ~ )는 일본의 은퇴한 여자 축구 선수이다.

## 국가대표팀 경력
그녀는 2001년 AFC 여자 축구 선수권 대회에 참가할 일본 국가대표팀에 발탁되었으며, 12월 4일 싱가포르와의 경기에서 데뷔했다. 2001년 AFC 여자 축구 선수권 대회 준우승. 2006년 AFC 여자 아시안컵에도 출전했다. 그녀는 2006년까지 국제 A매치 8경기에 출전했다.

## 통계
| 일본 | 일본 | 일본 |
| 연도 | 출전 | 득점 |
| ---- | ---- | ---- |
| 2001 | 3    | 0    |
| 2002 | 0    | 0    |
| 2003 | 0    | 0    |
| 2004 | 1    | 0    |
| 2005 | 2    | 0    |
| 2006 | 2    | 0    |
| 통산 | 8    | 0    |